# Лафав, Дебра
Дебра Джин Бизли (англ. Debra Jean Beasley), более известная под фамилией бывшего мужа как Дебра Лафав (англ. Debra Lafave), (род. 28 августа 1980) — бывшая учительница средней школы Анджело Л. Греко (англ. Angelo L. Greco Middle School) Темпл-Террас, включённого в Тампу, штат Флорида (англ. Temple Terrace, Florida). Признана виновной в 2005 в соответствии с законом штата Флорида. Поводом послужила половая связь с 14-летним учеником летом 2004 года.

## Ранние годы и образование
Лафав окончила Университет Южной Флориды. Она хорошо училась в колледже
и после получения образования получила работу учителя английского языка в средней школе Темпл-Террас, штат Флорида. В первый же год преподавания (2003) Дебра и Оуэн Лафав поженились.

## Противоправные действия
У Лафав был оральный секс и половой акт с учеником 4 раза — в её кабинете, в машине и у неё дома.

## Арест и судебное разбирательство
Расследование началось после подачи заявления матерью 14-летнего мальчика. Разговор между Лафав и потерпевшим был записан на плёнку, и при следующей их встрече она была задержана. Обвинений было два, потому что преступление совершалось в двух различных округах (англ. county). Дата судебного разбирательства была назначена после того, как защита не согласилась подписать соглашение о признании вины (англ. plea bargain), которое предполагало тюремное заключение.

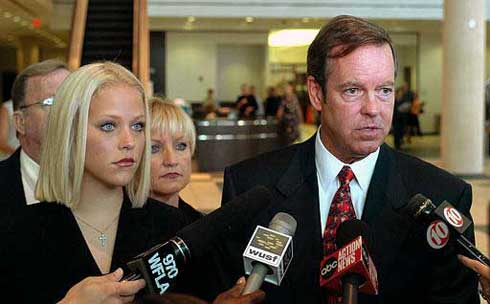

Сразу после того, как было назначено судебное разбирательство, мать потерпевшего узнала о том, что случай освещался по кабельному каналу «Court TV» (англ.) (с 2008 — «truTV»), и согласилась подписать соглашение о признании вины без отбывания срока, чтобы её сын избежал дачи показаний в суде. Лафав, подписав соглашение, признала свою вину и была приговорена к трём годам домашнего ареста (англ. Community Control), семи годам условно, принудительной регистрации как лицо, совершившее половое преступление (англ. sex offender), и исполнению некоторых других обязательств. Проявлялся большой скептицизм по поводу того, должна ли обвиняемая в подобном деянии получать такую меру наказания.
8 декабря 2005 суд другого округа отказался принять условия соглашения о признании вины, не включавшие тюремное заключение, и установил дату судебного разбирательства на 10 апреля 2006. Прокурор позже смягчил обвинение.

## Внешность
Следящие за делом утверждали, что столь большое внимание к этому инциденту происходило оттого, что Лафав обладает привлекательной внешностью. Провокационные фотографии Лафав распространились в интернете сразу после того, как она стала известной.
Полицейский департамент Тампы также попал в центр внимания, когда полицейскими были сделаны фотографии обнажённой Лафав в камере заключения. Джон Гиллеспи (англ. John Gillespie), главный следователь, который запрашивал фотографии обнажённой Лафав, был арестован до суда по не связанному с этим случаем делу.

## Последствия
Позже Лафав утверждала, что у неё биполярное аффективное расстройство, которое связано с интенсивными и нерегулярными колебаниями настроения, а также гиперсексуальность и эпизодическая неспособность критически оценивать своё поведение.
Её арестовали во время испытательного срока 4 декабря 2007 за моральное растление 17-летней коллеги в ресторане. Суд постановил, что растление не было умышленным и сколь-нибудь существенным.  В июле 2008, в рамках соглашения о признании вины, Лафав ходатайствовала о замене остатка срока её домашнего ареста на условное освобождение с выполнением других условий — лечения и выполнения общественных работ. Ходатайство было удовлетворено, и домашний арест закончился на 4 месяца раньше. 29 октября 2009 было объявлено, что Лафав разрешено работать с детьми.
Бывший муж Лафав в многочисленных ток-шоу говорил о том, как преступление его супруги повлияло на их взаимоотношения. В своём документальном фильме «После школы» (англ. “After School”) он изображает отношения между учителем и учеником.
22 сентября 2011 Лафав сократила свой условный срок на 4 года с завершением выполнения всех других обязательств из-за беременности. Её ходатайство было удовлетворено, и условный срок завершился в тот же день. Семья пострадавшего заявила, что будет обжаловать это решение.